# Langley Moor
Langley Moor – wieś w Anglii, w hrabstwie Durham. Leży 3 km na południowy zachód od miasta Durham i 375 km na północ od Londynu.